# Filth Pig
Albums de Ministry
Psalm 69: The Way to Succeed and the Way to Suck Eggs
(1992) Dark Side of the Spoon
(1999)
Singles
1. The Fall
Sortie : décembre 1995
2. Lay Lady Lay
Sortie : février 1996
3. Reload
Sortie : juillet 1996
4. Brick Windows
Sortie : janvier 1997

Filth Pig est le sixième album studio du groupe de metal industriel américain, Ministry. Il est sorti le 30 janvier 1996 sur le label Warner Music Group et a été produit par Hypo Luxa et Hermes Pan.

## Historique
Les problèmes de drogues et de divorce d'Al Jourgensen et des changements de musiciens furent à l'origine du retard pris à l'enregistrement et de la sortie de Filth Pig. Commencé en 1994 dans le studio qu'Al et Paul Barker avaient créé dans un ancien bordel près d'Austin au Texas, il se terminera fin 1995 dans les Trax studios de Chicago où les deux musiciens avaient leurs habitudes.
Cet album est moins axé sur le metal industriel par rapport aux précédents albums, les chansons sont construites sur un mur de guitares et les samples et les synthés ont pratiquement disparus.
Il contient une reprise de la chanson de Bob Dylan Lay Lady Lay.
Cet album et son orientation proche du sludge metal et du metal alternatif n'a été généralement pas très bien accueilli par la critique et les fans.
Malgré ses très bon classements dans les charts, 19e place du Billboard 200 aux États-Unis, 5e au Canada, cet album n'atteindra pas les ventes de son prédécesseur.

## Liste des titres
| No  | Titre         | Auteur                                                     | Durée |
| --- | ------------- | ---------------------------------------------------------- | ----- |
| 1.  | Reload        | Al Jourgensen, Paul Barker                                 | 2:25  |
| 2.  | Filth Pig     | Jourgensen, Barker                                         | 6:20  |
| 3.  | Lava          | Jourgensen, Barker                                         | 6:30  |
| 4.  | Crumbs        | Jourgensen, Barker, Mike Scaccia, Louis Svitek, Rey Washam | 4:15  |
| 5.  | Useless       | Jourgensen, Barker, Scaccia, William Rieflin               | 5:55  |
| 6.  | Dead Guy      | Jourgensen, Barker, Washam                                 | 5:15  |
| 7.  | Game Show     | Jourgensen, Barker, Scaccia, Svitek, Washam                | 7:45  |
| 8.  | The Fall      | Jourgensen, Michael Balch                                  | 4:55  |
| 9.  | Lay Lady Lay  | Bob Dylan                                                  | 5:44  |
| 10. | Brick Windows | Jourgensen / Barker                                        | 5:23  |

## Musiciens
Ministry
- Al Jourgensen : chant, guitares, claviers, harmonica, pedal steel, banjo, mandoline.
- Paul Barker : basse, chant sur Useless.

Musiciens additionnels
- William Rieflin : batterie, percussions sur les titres 1, 2, 3 et 5
- Mike Scaccia : guitares.
- Louis Svitek : guitares.
- Rey Washam : batterie, percussions sur les titres 4, 6, 7 et 9
- Esther Nevarez et Stella Katsoudas : chœurs sur Useless.

## Classements hebdomadaires
Charts album
| Pays                         | Durée du classement | Meilleur classement |
| ---------------------------- | ------------------- | ------------------- |
| Allemagne                    | 9 semaines          | 28e                 |
| Australie                    | 5 semaines          | 9e                  |
| Autriche                     | 1 semaine           | 47e                 |
| Canada                       | 13 semaines         | 5e                  |
| États-Unis                   | 10 semaines         | 19e                 |
| Finlande                     | 5 semaines          | 17e                 |
| France                       | 1 semaine           | 32e                 |
| Norvège                      | 1 semaine           | 38e                 |
| Nouvelle-Zélande             | 5 semaines          | 16e                 |
| Royaume-Uni                  | 2 semaines          | 43e                 |
| Royaume-Uni (Rock and Metal) | 7 semaines          | 1er                 |
| Suède                        | 5 semaines          | 7e                  |
| Suisse                       | 1 semaine           | 50e                 |

Charts singles
| Single   | Chart                   | durée du classement | Position | Date             |
| -------- | ----------------------- | ------------------- | -------- | ---------------- |
| The Fall | Hot Dance Singles Sales | 4 semaines          | 18e      | 6 janvier 1996   |
| The Fall | Bubbling Under Hot 100  | 1 semaines          | 15e      | 23 décembre 1995 |
| The Fall | UK Singles Chart        | 2 semaines          | 56e      | 6 janvier 1996   |
| The Fall | Sverigetopplistan       | 4 semaines          | 46e      | 12 janvier 1996  |